# Toribio de Mogrovejo
Toribio de Mogrovejo   (Mayorga, 16 de novembre de 1538 - Lima, 23 de març de 1606) fou un religiós castellà de l'Església Catòlica que va exercir com a arquebisbe de Lima des de 1579 fins a la seva mort. És venerat com a sant al si de l'Església catòlica. Primer va estudiar humanitats i dret abans d'exercir com a professor i més tard com a Gran Inquisidor a instàncies del rei Felip II. La seva pietat i coneixement havien arribat a oïdes del rei que el va nomenar per a aquell càrrec que es considerava inusual, ja que no tenia experiència prèvia de govern ni judicial. El seu destacat treball per a la Inquisició li va valer els elogis del rei que el va nomenar per a l'arxidiòcesi vacant de Lima. El papa ho va confirmar malgrat les seves protestes.
Mogrovejo va ser ordenat sacerdot el 1578 i més tard va ser consagrat arquebisbe el 1580 abans de marxar cap al Perú per començar la seva missió. Va ser un predicador destacat i carismàtic que es va dedicar a batejar i catequitzar els indígenes mentre confirmava gairebé mig milió de persones; aquests incloïen Rosa de Lima i Martín de Porres. L'arquebisbe va ser un acèrrim defensor de la reforma arxidiocesana i es va posar a treballar per reformar els sacerdots diocesans de les impureses i els escàndols alhora que s'instituïa nous procediments educatius per als seminaris.
Va predir la data i l'hora exactes de la seva mort. La seva reputació de santedat i aprenentatge mai es va oblidar, i això va provocar que es demanessin la seva canonització. El papa Innocenci XI va beatificar el difunt arquebisbe i el papa Benet XIII el va canonitzar com a sant el 10 de desembre de 1726.

## Biografia
Toribio Alfonso de Mogrovejo va néixer el 16 de novembre de 1538 a la província de Valladolid dels Habsburg, fill dels nobles Luis Alfonso de Mogrovejo (1510–1568) i Ana de Roblès i Morán (1515–???); la seva germana era Grimanese de Mogrovejo i Robledo (1545–1635). Va rebre el nom de Toribi d'Astorga.
Va ser professor de dret a estudiants del prestigiós col·legi de Salamanca. El seu oncle Juan de Mogrovejo va exercir de professor allà, així com a l'institut San Salvador d'Oviedo, abans que el rei Joan III el convidés a ensenyar al col·legi de Coimbra. Toribio hi va acompanyar el seu oncle i va estudiar al col·legi de Coimbra abans de tornar a Salamanca un temps després. El seu oncle va morir poc després de tornar a Salamanca per als seus estudis. El seu aprenentatge i la seva reputació virtuosa van fer que el rei Felip II de Castella el nomenés Gran Inquisidor a la Cort de la Inquisició ubicada a Granada el febrer de 1571.
El maig de 1579, el rei el nomenà arquebisbe de Lima, capital del Virregnat del Perú; Gregori XIII confirmà el nomenament i, havent rebut la consagració episcopal a Sevilla, Toribi prengué possessió de la seu el 12 de maig de 1581. Va desenvolupar una gran activitat a la diòcesi, i tot i que era molt extensa (uns 450.000 km quadrats), va visitar-la per complet fins a tres cops. Hi aprengué algunes llengües locals, promovent l'evangelització i educació dels indígenes en la seva llengua. Va tenir cura de l'edició del catecisme en castellà, quítxua i aimara en 1552. Entre el prop d'un milió de persones que va batejar o confirmar hi havia els futurs sants Rosa de Lima, Francisco Solano, Martín de Porres i Juan Masías.
Va fer construir carreteres, escoles, capelles, hospitals i convents, i a Lima, el 1591, va fundar el primer seminari de tot l'hemisferi occidental. També inaugurà la primera part de la tercera catedral de Lima, el febrer de 1604. Va convocar tretze sínodes diocesans i tres concilis provincials. Va ésser considerat un defensor dels drets dels natius, enfrontant-se als colons que volien explotar-los i a les autoritats civils.
El 1605, durant una visita pastoral a Pacasmayo, va contraure unes febres que el van portar a la mort, l'any següent, al convent de San Agustín de Saña, vora Lima, el dia del Dijous Sant, 23 de març de 1601; anys abans havia predit el dia i l'hora de la seva mort.

## Veneració
Proclamat beat per Innocenci XI el 2 de juliol de 1679, va ésser canonitzat per Benet XIII el 10 de desembre de 1726. Sant patró dels bisbes sud-americans, la seva festivitat, inicialment el 27 d'abril, va ésser traslladada el 1969 al 23 de març.

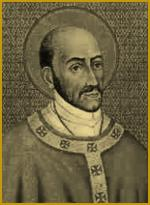
Sant Toribi
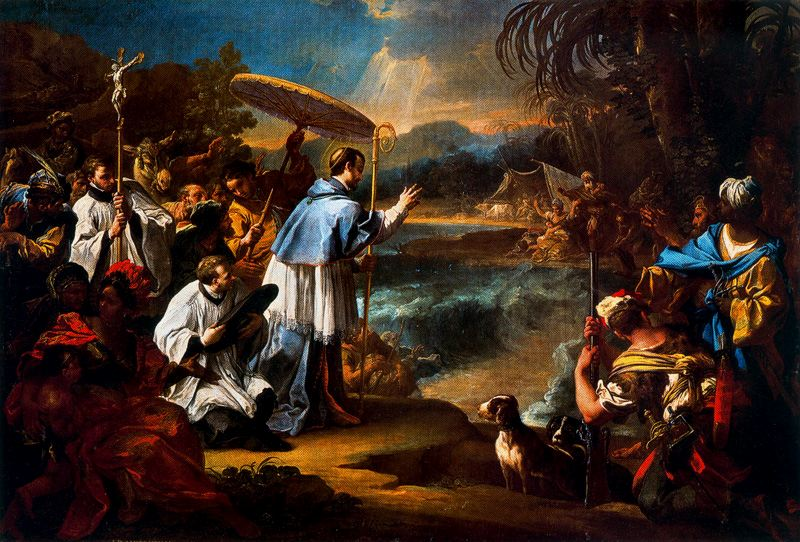
Miracle del sant, per Sebastiano Conca, 1726 (Pinacoteca Vaticana)
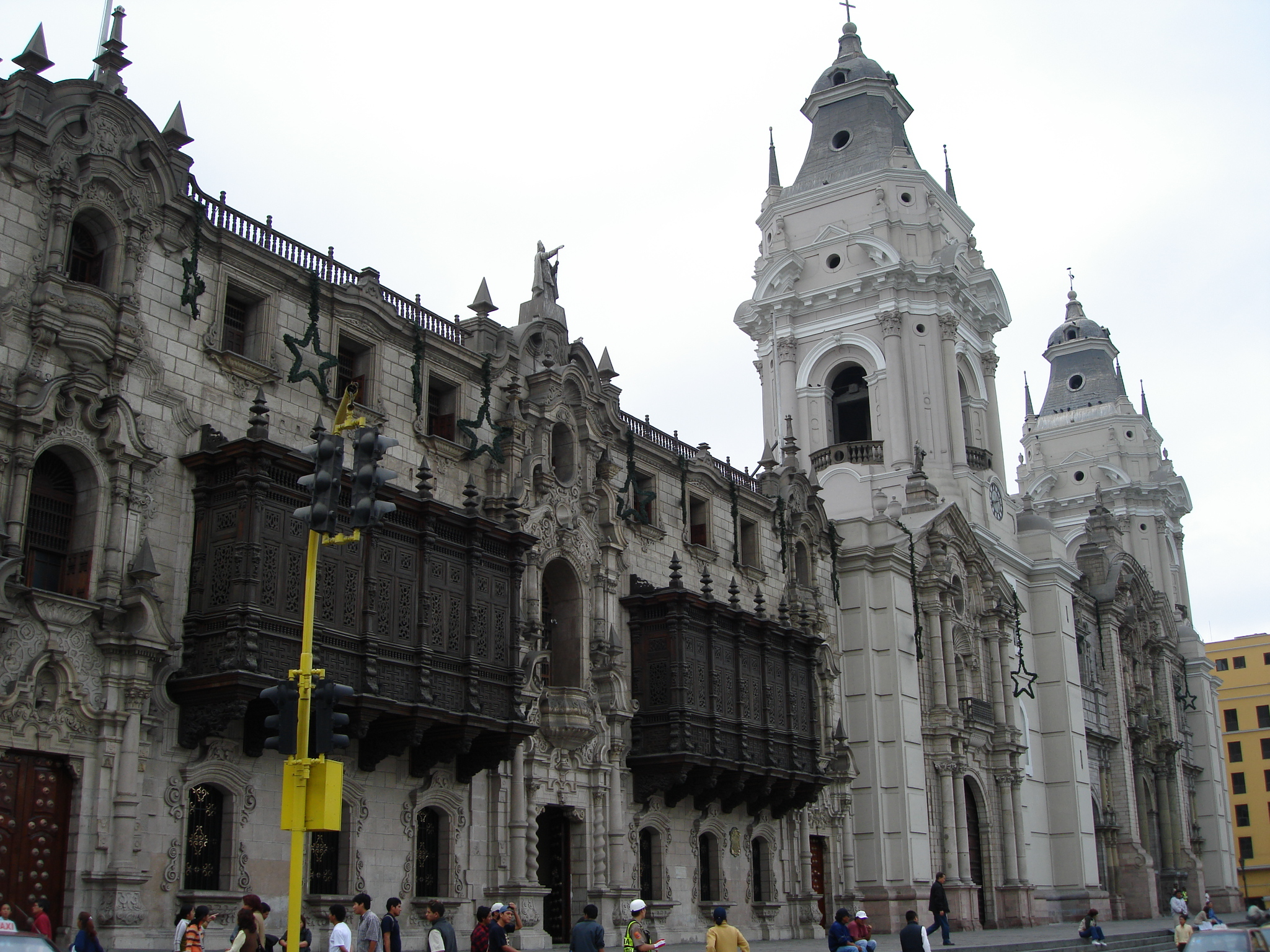
Catedral i Palau episcopal de Lima
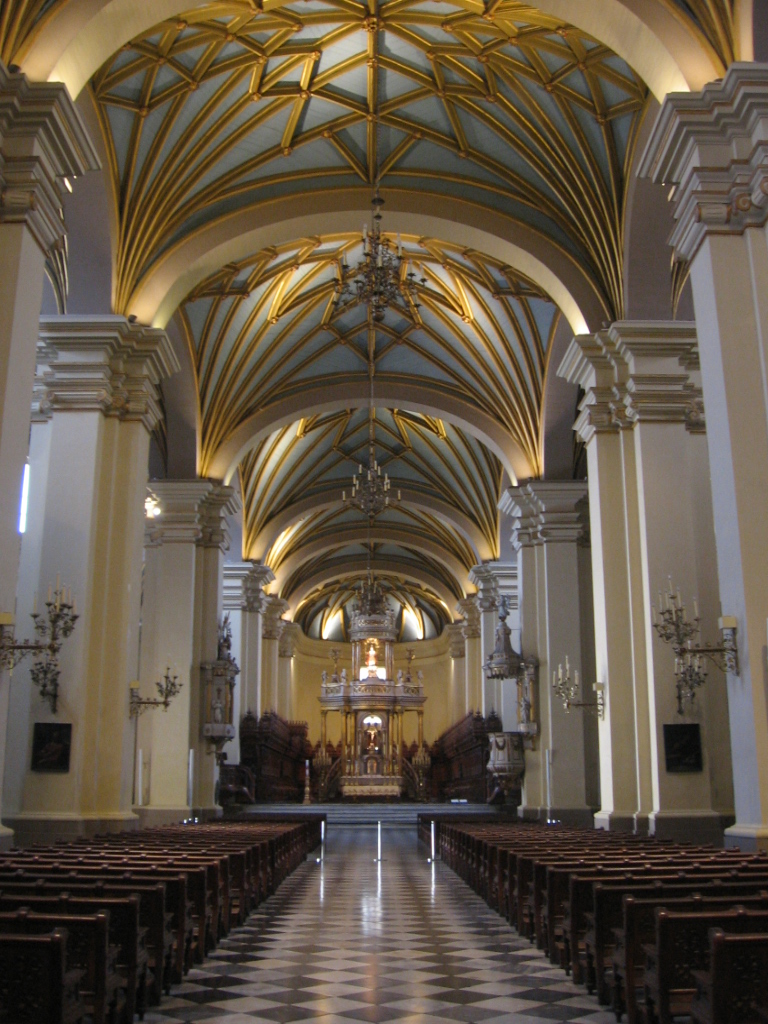
Interior de la Catedral de Lima